# Petén (ecosistema)

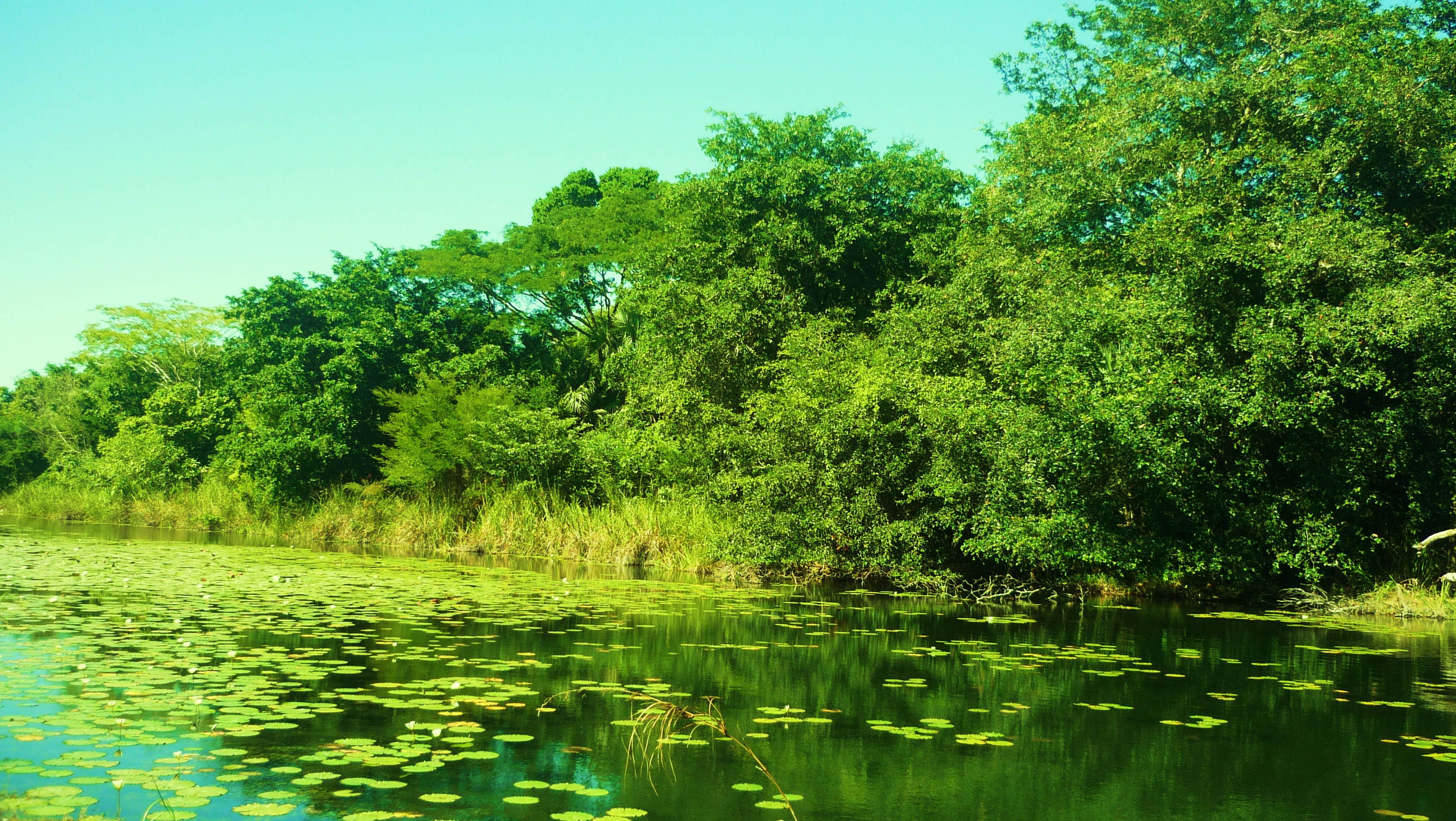
Mangle, ecosistema predominante de Los Petenes.

Un petén (del maya: Petén: comarca, región o provincia; campos llanos junto a la mar, a manera de isletas) es un ecosistema característico de la península de Yucatán (México) que consiste en «islas de vegetación arbórea que se encuentran inmersas en una vegetación baja inundable» localizadas en zonas cercanas al litoral peninsular. Se forman normalmente por las condiciones de inundación permanente en donde se dan afloramientos del caudales subterráneos de agua dulce que discurren por el manto freático hacia la costa, afloramientos que propician el surgimiento, desarrollo y mantenimiento perenne de tales isletas.
Los petenes pueden «presentar una gran variedad de formas, tamaños, topografía, elevación del sustrato, estructura del suelo y vegetación. Es posible encontrar petenes circulares, ovoides, en forma de gota y amorfos. Su tamaño varía y puede ser menor de una hectárea o mayor de 30 ha».

## Formación  y características
En la península de Yucatán el agua dulce que constituye el manto freático que fluye, de manera subterránea, del interior de la península hacia el mar, puede brotar poco antes de llegar a la costa por efecto de la presión hidrostática, formando aguadas o cenotes a manera de manantiales, permitiendo el establecimiento de humedales, ecosistemas distintos a aquellos que se producen en el litoral mismo, en donde la alta salinidad del agua solamente permite el crecimiento de vegetación arbustiva y de manglares. En estos denominados petenes se favorece el desarrollo de especies vegetales selváticas, por lo común poco tolerantes a la salinidad, como el zapote, el cedro, la caoba (Swietenia mahagoni), jaite' (Gymnanthes lucida), el chechem (Metopium brownei), el álamo o sakawa (Ficus spp.), la palma real (Roystonea regia), el ch'iit (Thrinax radiata), el nakax (Coccothrinax readii), el huano (Sabal yapa), el tasiste' (Acoelorraphe wrightii), el makulís o jookab (Tabebuia rosea) y el corcho (Annona glabra), junto a especies de manglares como el rojo (Rhizophora mangle), sakokom (Laguncularia racemosa), taapche' (Avicennia germinans) y el k'anche' o botoncillo (Conocarpus erectus), con un estrato arbustivo que puede tener especies como el xiat (Chamaedorae seifrizii), el julub (Bravaisia spp.), el ayiim o helecho de manglar (Acrostichum), entre otras especies.
Los petenes son hogar de muchas especies de aves acuáticas como el jabirú (Jabiru mycteria), el gaytán (Mycteria americana), las garzas (Tigrisoma mexicanum, Ardea alba, Egretta thula, Cochlearius cochlearius, Butorides virescens, Nyctanassa violacea), el cocopato (Eudocimus albus), los patos (Anas discors, Anas crecca, Aythya, Cairina moschata, Dendrocygna autumnalis) y rálidos (Rallidae), junto a otras especies de aves selváticas y pájaros como el hocofaisán (Crax rubra), la chachalaca (Ortalis vetula), el aguililla negra (Buteogallus anthracinus), el chuleb (Agelaius phoeniceus); mamíferos como el jaguar (Panthera onca), ocelote (Leopardus pardalis), trigrillo (Leopardus wiedii), coatí (Nasua narica), zarigüeyas (Didelphis, Philander opossum), mapaches (Procyon lotor), mico de noche (Potos flavus), mono araña (Ateles geoffroyi), saraguato (Alouatta pigra), pecarí (Pecari tajacu), venado (Odocoileus virginianus), tapir (Tapirus bairdii), sam jool (Eira barbara), jaleb (Cuniculus paca), agutí o tsub (Dasyprocta punctata), zorrillos (Spilogale putorius, Conepatus semistriatus) y armadillos (Dasypus novemcinctus). Los peces en los petenes pueden variar de acuerdo al gradiente de salinidad, pero algunas especies que se puedens encontrar incluyen al sábalo (Megalops atlanticus), mojarra maya (Cichlasoma urophthalmus), mojarra boca de fuego (Thorichthys meeki), mojarra castarrica (Rocio octofasciata), molly bandera (Poecilia velifera), molly mexicano (Poecilia mexicana), pez moquito o x aal (Gambusia yucatana), picudo (Belonesox belizanus), bolin (Fundulus grandissimus), tamborcito (Floridichthys polyommus), cachorritos (Garmanella pulchra, Lucania parva), tetras (Astyanax altior, Astyanax aeneus), bagres (Rhamdia quelen), anguilas (Ophisternon aenigmaticum), almirante de manglar (Kryptolebias marmoratus).
Además de en la península de Yucatán, los petenes se dan la Florida —dónde se llaman hammocks—, en Cuba —mogotes— y en Brasil —hamacas—. Las masas de vegetación que se dan en estas isletas son más densas y más elevadas hacia el centro del petén, favoreciéndose una distribución concéntrica de las especies, según sea su grado de tolerancia a la salinidad. Del mismo modo, en el núcleo del petén se advierte que el nivel del terreno es más elevado que en las áreas periféricas, debido a la acumulación de suelo formado por la descomposición del material vegetativo producto de la misma masa arbóreas; estos suelos son de tipo gleysol molico con suelos secundarios de tipo solonchak órtico y regosol calcárico, con una fase química salina sódica. El afloramiento del manto acuífero genera un manantial o cenote, que en algunas ocasiones termina azolvado.
Los diámetros de los petenes que se encuentran en la península de Yucatán, varían desde las decenas de metros hasta más de 3 km. Son particularmente abundantes y notables en el noroeste del estado de Campeche y en Yucatán (Reserva de la biosfera de Los Petenes, Celestún, El Palmar), en el noreste del Estado de Yucatán (reservas de Ría Lagartos y de Bocas de Dzilam) y en la reserva de la biosfera de Sian Kan, en Quintana Roo.
En todos los casos son microsistemas ecológicos de relativa precariedad, muy sensibles y sujetos a ser afectados por la presencia incontrolada del ser humano. Los petenes corren el riesgo de ser degradados y de desaparecer si se dejan expuestos al libre e incontrolado tránsito y acceso de equipos y personas.
Aunque también la región sureste del estado mexicano de Campeche, específicamente el municipio de Calakmul, es denominada el «Petén campechano», ello en lo particular se debe a que la comarca en su conjunto es la continuidad geográfica del departamento de Petén de Guatemala.